# Pepe Julian Onziema
Pepe Julian Onziema (* 30. November 1980) ist ein Aktivist aus Uganda, der sich für LGBT-Rechte einsetzt. 2012 wurde er von der  Clinton Global Initiative für seine Arbeit als Menschenrechtler zum Global Citizen ernannt. Er begann seine Arbeit als Menschenrechtsaktivist 2003 und wurde dafür zweimal verhaftet. Er organisierte mehrere Gay-Pride-Paraden in Uganda.
Größere Bekanntheit erlangte Onziema im Jahr 2019, als ein Ausschnitt der ugandischen Fernsehsendung Morning Breeze des Senders NBS TV auf YouTube viral ging. In dieser bereits am 18. Dezember 2012 ausgestrahlten Sendung war Onziema als Studiogast bei Simon Kaggwa Njala eingeladen, um über die Situation sexueller Minderheiten in Uganda interviewt zu werden, insbesondere mit Blick auf ein geplantes Gesetz, das die Todesstrafe für Homosexualität vorsah. Njala eröffnete das Interview, indem er Onziema fragte: “Why are you gay?” (deutsch: „Warum bist du schwul?“), was zusammen mit dem Rest des Interviews zum Thema verschiedener Memes wurde. Noch während der Live-Sendung stürmte der homosexuellenfeindliche Aktivist Pastor Martin Ssempa, der zuvor der Sendung mittels einer Telefonverbindung zugeschaltet war, mit einer Einkaufstüte voller Obst und Gemüse ins Studio und unterstellte Onziema vor laufender Kamera, sich mit derartigen Lebensmitteln sexuell zu befriedigen.
2013 stand er auf der Shortlist für den David Kato Vision and Voice Award, einen Preis, mit dem sein ermordeter Freund und Kollege David Kato geehrt wird. Dieser hatte sich ebenfalls für sexuelle Minderheiten in Uganda eingesetzt.
2014 wurde Onziema von John Oliver in der HBO-Sendung Last Week Tonight über die Rechte von LGBT-Personen interviewt. Stonewall wählte Onziema 2014 zum „Hero of the Year“.
Bis 2019 war Onziema sieben Mal in Uganda festgenommen und dabei oder in Haft zusammengeschlagen worden, wodurch Onziema auf dem linken Ohr schwerhörig wurde und ins Krankenhaus eingeliefert werden musste.

## Persönliches
Onziema identifizierte sich früher als lesbisch und lebt heute als Transmann in Kampala.